# Hypodontolaimus obtusicaudatus
Hypodontolaimus obtusicaudatus är en rundmaskart som beskrevs av Allgen 1947. Hypodontolaimus obtusicaudatus ingår i släktet Hypodontolaimus och familjen Chromadoridae. Inga underarter finns listade i Catalogue of Life.